# 韓彩雅
韓彩雅（韓語：한채아，1982年3月24日—），本名金景河，韓國女演員。名字又譯作韓彩娥或韓彩兒。2018年5月與韩国知名国脚車範根的儿子車世智（차세찌）結婚。

## 影视作品

### 電視劇
- 2008年：MBC《大象》
- 2009年：SBS《Style》飾演 車智萱
- 2010年：SBS《鄰居冤家》飾演 尹荷英
- 2011年：KBS《相信愛情》飾演 金明姬
- 2012年：OCN《Hero》飾演 尹梨蘊
- 2012年：KBS《新娘面具》飾演 蔡紅珠／上野理惠
- 2012年：KBS《嗚啦啦夫婦》飾演 維多利亞
- 2013年：SBS《我戀愛的一切》飾演 安喜善
- 2013年：KBS《未來的選擇》飾演 徐幼京  [5]
- 2014年：KBS《我的爱属于你》飾演 宋度媛  [6]
- 2015年：KBS《生意之神 - 客主2015》飾演 曹昭娑
- 2017年：tvN《內向的老闆》飾演 蔡知惠（特別出演）
- 2021年：KBS《戀慕》飾演 世子嬪（特別出演）
- 2022年：MBC《金湯匙》飾演 陳宣惠
- 2023年：SBS《花書生熱愛史》飾演 華鈴
- 2024年：KBS《抓住你的衣領》飾演 劉允英
- 2024年：ENA《夜限照相馆》飾演（特別出演）
- 待定：Disney+《不著邊際的你》飾演

### 電影
- 2012年：《馬屁王（朝鲜语：아부의 왕）》飾演 宋善熙
- 2015年：《中國製造（朝鲜语：메이드 인 차이나 (2015년 영화)）》飾演 張美
- 2017年：《兼職特務（朝鲜语：비정규직 특수요원）》飾演 羅貞安 [7]
- 2023年：《来自京都的信》饰演 惠珍

### MV
- 2006年：孫昊永《사랑은 이별을 데리고 온다》
- 2007年：柳時元《With You》

## 綜藝節目
- 2015年：MBC《真正的男人》女軍特輯3
- 2016年：MBC every1《浪漫的一周 (第三季)》
- 2023年：MBN《休息的夫妻》主持人

## 獲獎
- 2010年：SBS演技大賞－新星獎（鄰居冤家）
- 2015年：MBC演藝大賞－娛樂部門 女子最優秀賞（真正的男人女軍特輯）
- 2015年：KBS演技大賞－日日劇部門 女子優秀演技賞（只有你是我的愛）
- 2015年：KBS演技大賞－最佳情侶賞（與張赫）（生意之神－客主2015）

## 外部連結
- 韓彩雅的Instagram帳戶
- 韓彩雅的X（前Twitter）
- 韓彩雅在NAVER上的资料
- 韓彩雅在Daum上的资料